# Saika Ikki
Gli Saika ikki o Saiga Ikki (雑賀一揆?) della provincia di Kii furono uno dei tanti gruppi di ikkō-ikki del periodo Sengoku in Giappone ed erano maggiormente noti come Saika Magoichi.
I membri degli Saika ikki assieme ai monaci buddisti del tempio di Negoro-ji, chiamati Negoro-gumi, erano famosi per la loro abilità nell'uso degli archibugi e per la fabbricazione di fucili. Entrambi questi gruppi di ikki vennero in aiuto della fortezza Ishiyama Hongan-ji quando venne messa sotto assedio da Oda Nobunaga nel 1570-80. 
La loro roccaforte, il castello di Ōta (che si ergeva vicino all'attuale castello di Wakayama), venne sotto messo assedio da Nobunaga nel 1577. Il castello venne attaccato nuovamente nel 1585 da Toyotomi Hideyoshi per la loro opposizione al suo precedente signore Nobunaga,